# Astrid-Kapelle
| 1) Vierwaldstättersee 2) Luzernerstrasse 3) Regenabflussöffnung (1) 4) Birnbaum (2) 5) Gedenkkreuz (3) | 6) Schilfgürtel 7) Besucherbereich (3) 8) Neuer Standort Kapelle (4) 9) Alter Standort Kapelle (1) |
| (1) bis 1960 (2) bis 1992 (3) seit 1936 (4) seit 1960                                                  | |

Gedenkstätte im Überblick

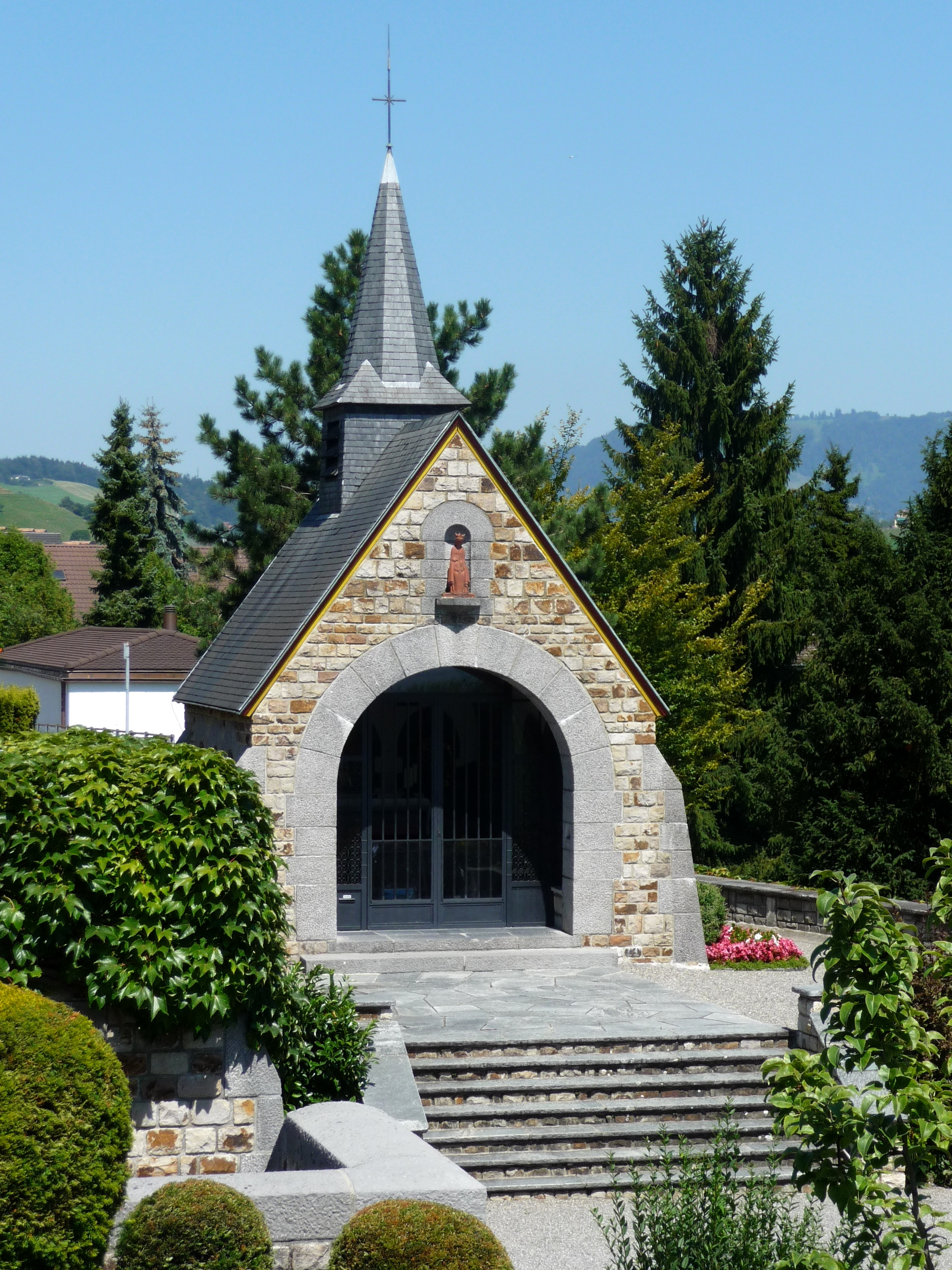
Astrid-Kapelle im August 2012

Die Astrid-Kapelle ist eine Gedenkkapelle am Vierwaldstättersee im Kanton Schwyz, die zu Ehren der 1935 bei einem Autounfall tödlich verunglückten Astrid von Schweden, Königin der Belgier, errichtet worden ist. Die 1936 eingeweihte und 1960 umgestaltete Gedenkstätte umfasst neben der Kapelle eine Wiese mit Gedenkkreuz und befindet sich am südlichen Eingang der Ortschaft Küssnacht in der gleichnamigen Gemeinde zwischen Luzernerstrasse und Seeufer.

## Historischer Hintergrund

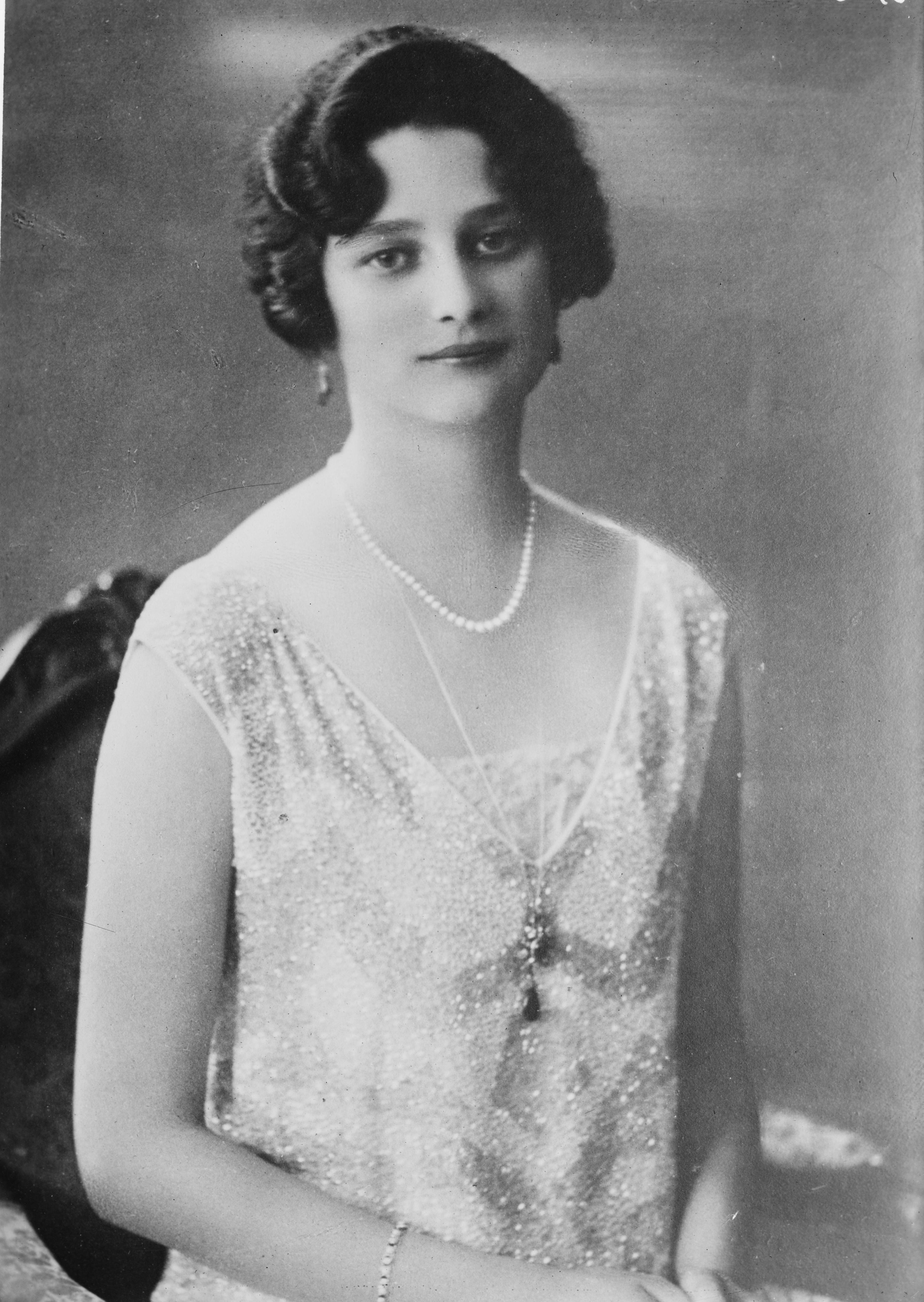
Astrid von Schweden im Dezember 1926

Am 14. Dezember 1898 erwarb Philippe Graf von Flandern, Vater des späteren Königs Albert I. von Belgien, die Villa Haslihorn im Horwer Ortsteil St. Niklausen bei Luzern. Die Liegenschaft diente während der darauffolgenden Jahrzehnte als Sommerresidenz der belgischen Königsfamilie. Nach dem Tod Alberts bei einem Kletterunfall übernahm sein Sohn Leopold III. am 23. Februar 1934 die Herrschaft. Im Rahmen der Erbfolgeregelung ging auch das Anwesen in der Schweiz zum Teil in seinen Besitz über. Im Februar 1938 wurde die Residenz als Folge des Unglücks an einen Kaufmann aus Basel verkauft und wenig später abgetragen, um Platz für einen Neubau zu schaffen.
Leopold III. war seit 4. November 1926 mit Astrid von Schweden verheiratet und hatte mit ihr drei Kinder, darunter die 1930 und 1934 geborenen späteren Thronfolger Baudouin und Albert. Im August 1935 befand sich das Königspaar traditionsgemäss zur Erholung in der Zentralschweiz.

## Der Unfall

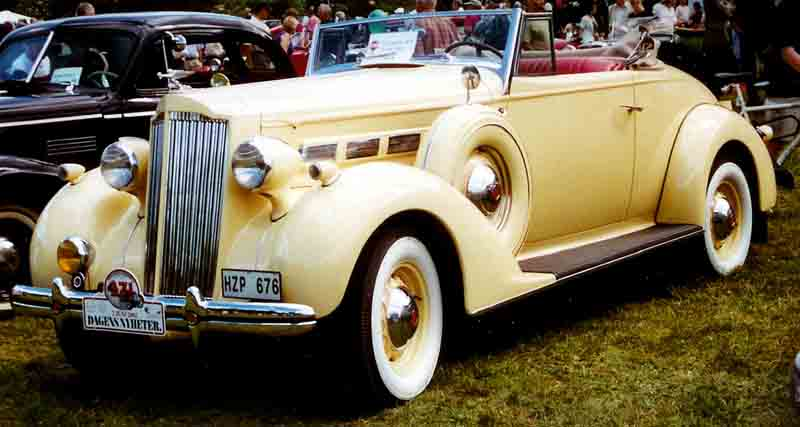
Packard 120-C Convertible Coupé, ähnliches Modell

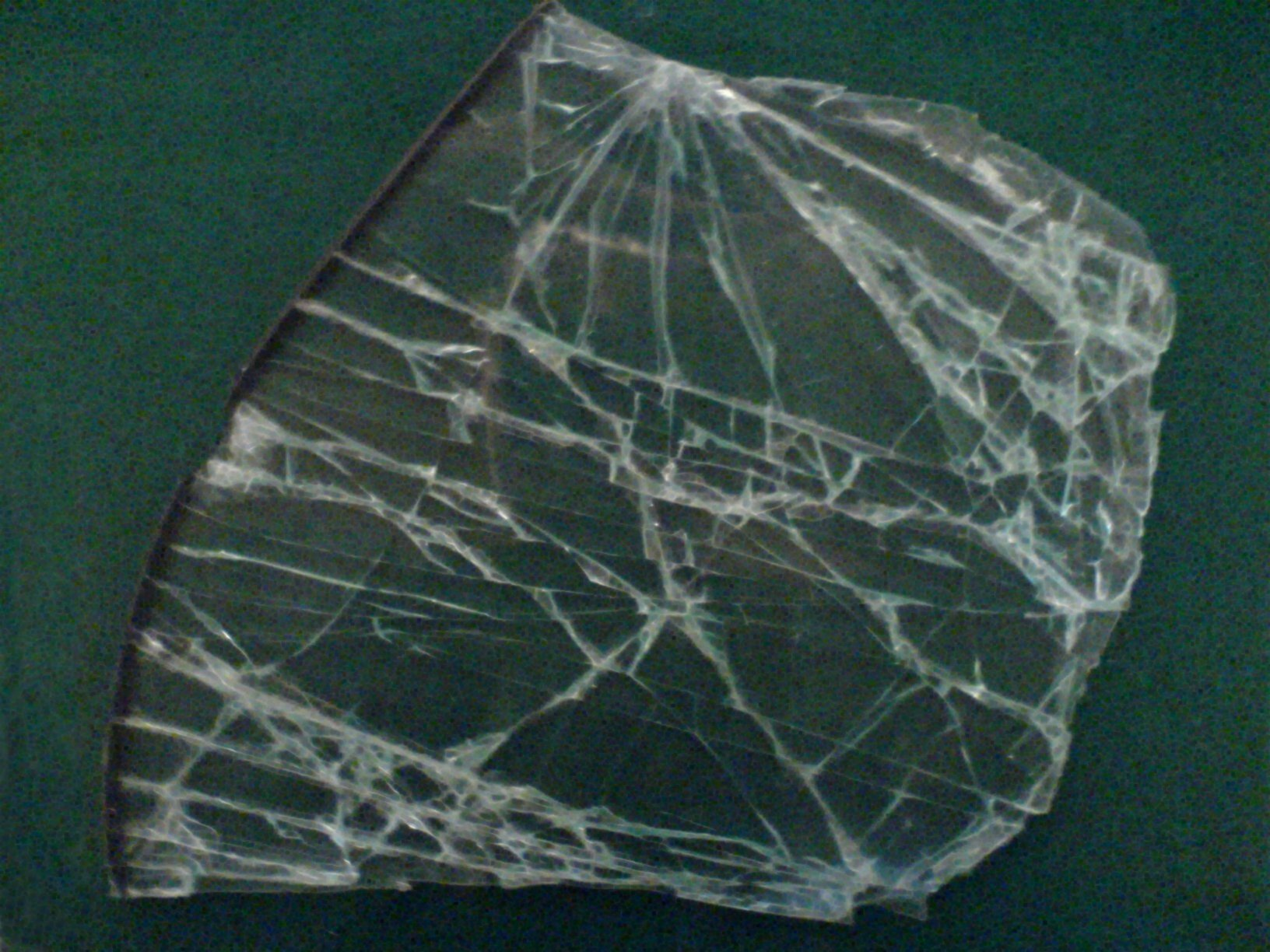
Bruchstück der Frontscheibe, Heimatmuseum Küssnacht

Am 29. August 1935 um etwa 9:15 Uhr fuhren König Leopold, Königin Astrid und Chauffeur Pierre Devuyst sowie ein Begleitfahrzeug unweit des Vierwaldstättersees auf der Kantonsstrasse von Luzern in Richtung Küssnacht. Entgegen den Gepflogenheiten lenkte der König das Fahrzeug – einen Packard 120 Convertible Coupé – selbst. Nach Aussage des Spenglergesellen Friedrich Krebser, der sich wenige Hundert Meter vor Küssnacht bei der Liegenschaft Langweid am Strassenrand befand, hielt Königin Astrid eine Autokarte in der Hand und deutete hinüber zum Berg Rigi auf der gegenüberliegenden Seeseite. Kurz darauf fuhr König Leopold mit den rechtsseitigen Rädern und einer Geschwindigkeit von 50 km/h über eine 20 Zentimeter hohe Begrenzungsmauer, die an dieser Stelle entlang eines kurzen Teilstücks unterbrochen war. Nach 30 Metern änderte das Auto begünstigt durch die steil abfallende Böschung seine Fahrtrichtung nach rechts und stiess mit der Beifahrerseite an einen Birnbaum jenseits der Mauer. Königin Astrid fiel aus dem Wagen und blieb einige Meter unterhalb des Baumes auf der Wiese liegen. Das beschädigte Fahrzeug fuhr weiter die Böschung hinunter, prallte gegen einen zweiten Baum und kam im Schilfgürtel in ungefähr 75 Zentimeter Wassertiefe zum Stehen.

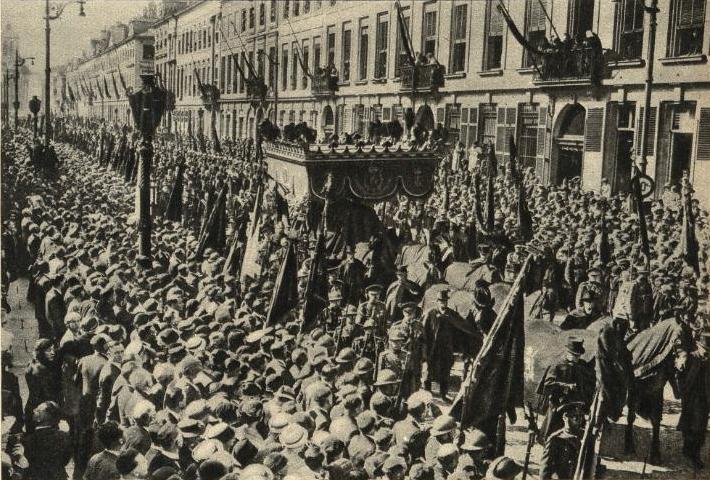
Begräbnisfeier in Brüssel im September 1935

Wenige Minuten später trafen die alarmierte Küssnachter Polizei, die beiden Ärzte Armin Jucker und Robert Steinegger sowie der Pfarrhelfer Severin Pfister umringt von Schaulustigen am Unfallort ein. Obwohl König Leopold sich kurz nach dem Unfall mehrere Minuten lang um seine sterbende Frau bemüht hatte, konnten die anwesenden Ärzte nur noch den Tod Königin Astrids feststellen, welcher laut Sterbeurkunde um 9:45 Uhr eintrat. Sie erlitt beim Aufprall am Stamm einen Schädelbruch mit schweren äusseren Kopfverletzungen insbesondere der rechten Gesichtshälfte. König Leopold trug gemäss ärztlichem Bulletin neben Schürfwunden eine Gehirnerschütterung, Schnittwunden sowie Prellungen der Hand und Lunge davon. Der Chauffeur auf dem hinteren Sitz wurde nur leicht am Bein verletzt. Nachdem Pfarrhelfer Pfister Absolution erteilt und das Sakrament der Krankensalbung vollzogen hatte, wurde der Leichnam der Königin zunächst nach Küssnacht, später zurück nach Haslihorn gebracht und noch am gleichen Abend in einem Zug nach Brüssel überführt. Am 3. September wurde Königin Astrid in der Königsgruft der Laekener Liebfrauenkirche bestattet.
Auch die Presse erfuhr alsbald vom Geschehen. Willy Rogg, ein 25-jähriger Student der Zahnmedizin, war mit seinem Fotoapparat als einer der Ersten vor Ort und machte insgesamt sechs Aufnahmen. Eine davon zeigt das Einsargen der Königin auf der Wiese im Beisein der oben genannten Personen. Rogg überliess die Fotos der Associated Press und brachte sie in einem Taxi zum damaligen Landesflugplatz Dübendorf bei Zürich. Von dort wurden sie in der Nacht mit einem Douglas DC-2-Flugzeug der Swissair nach London geflogen, das die Associated Press für 5000 Schweizer Franken gemietet hatte. Der Transport ging als einer der ersten Nachtflüge der Swissair in die Geschichte ein.
Der Unfallwagen wurde am Abend des Unglückstages mithilfe eines Nauen in die Küssnachter Seebucht geschleppt und von dort in eine Garage transportiert. Die technische Untersuchung am Folgetag durch einen Experten der kantonalen Motorfahrzeugkontrolle zeigte, dass Bremsen und Steuerung des erst 1935 zugelassenen, 1600 Kilogramm schweren und mit acht Zylindern ausgestatteten Fahrzeugs einwandfrei funktionierten. Eine Nachprüfung am 9. September 1935 im Beisein des Direktors der königlichen Garagen in Brüssel kam zum gleichen Ergebnis. Darüber hinaus enthielt der offizielle Polizeirapport keine Hinweise auf einen schlechten Strassenzustand oder widrige Wetterbedingungen. Mitte September wurde das Auto auf Weisung des Königs im Vierwaldstättersee an einer tiefen Stelle südlich von Meggenhorn versenkt.
Viele Spekulationen ranken sich um die genauen Unglücksumstände. Ungeklärt ist, ob König Leopold kurz vor dem Unfall durch Gespräche oder Gesten abgelenkt wurde und warum er den Wagen nicht abbremste, sondern Schilderungen zufolge noch beschleunigte. Zudem öffnete Königin Astrid unmittelbar vor dem Aufprall die Fahrzeugtür. Ungeachtet der Tatsache, dass Unfallzeitpunkt und Datierung auf der Sterbeurkunde um eine halbe Stunde abweichen, widersprechen sich die historischen Polizei-, Augenzeugen- und Presseberichte bei der Beantwortung der Frage, ob Königin Astrid beim Unfall sofort starb oder noch einige Minuten bewusstlos war.

## Planung und Bau der Gedenkstätte

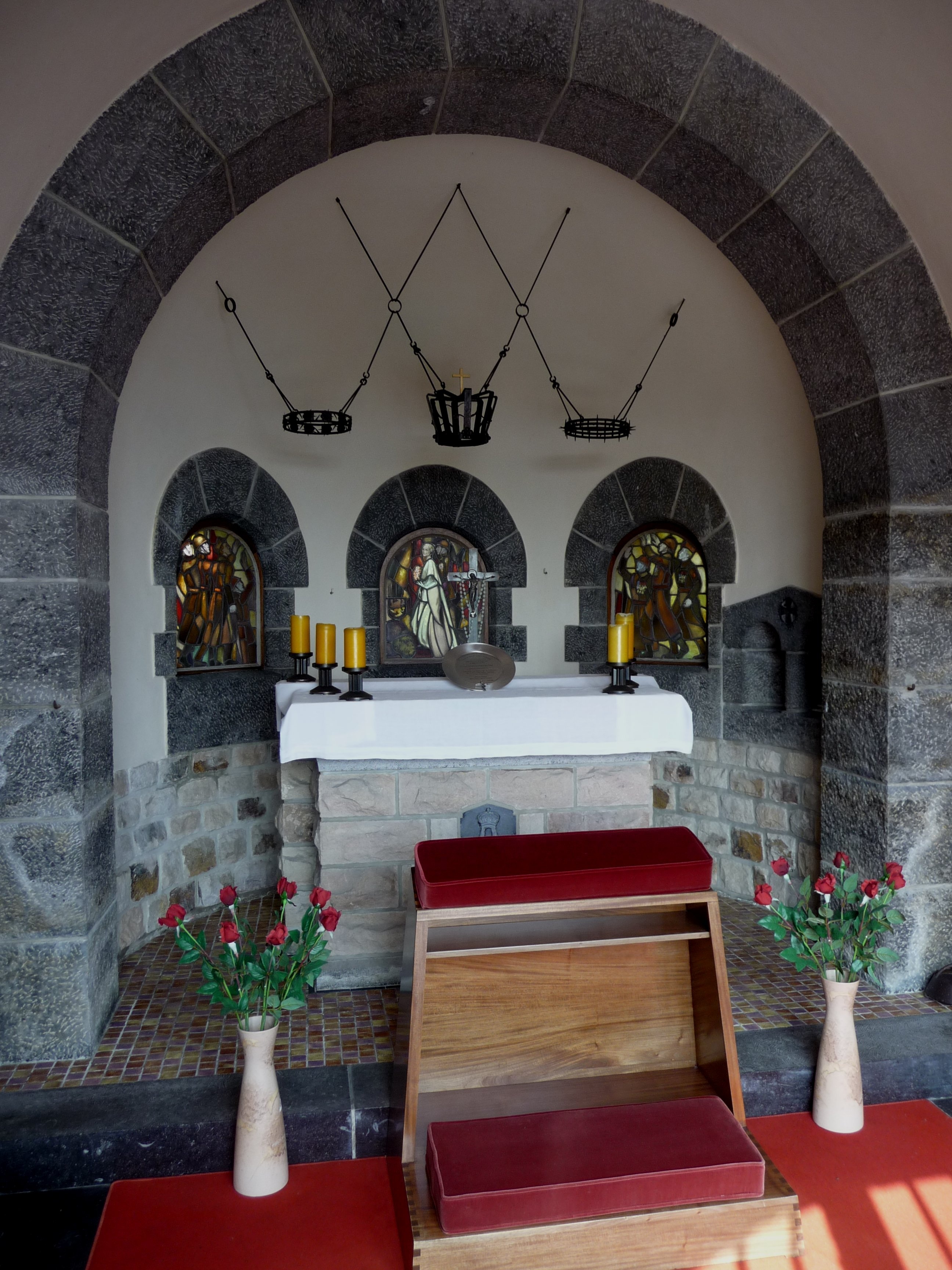
Innenraum und Altar im April 2009

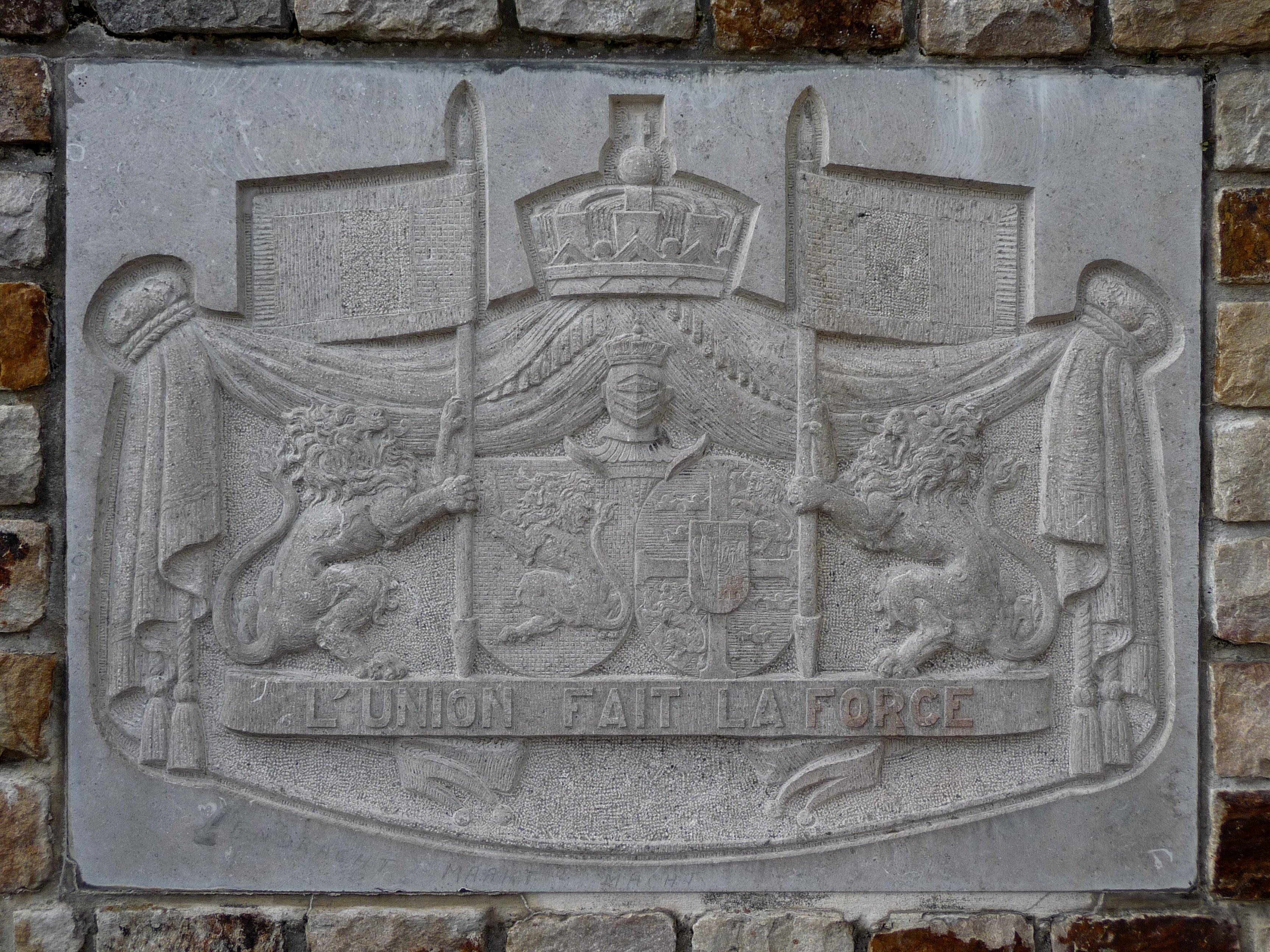
Relief im April 2009

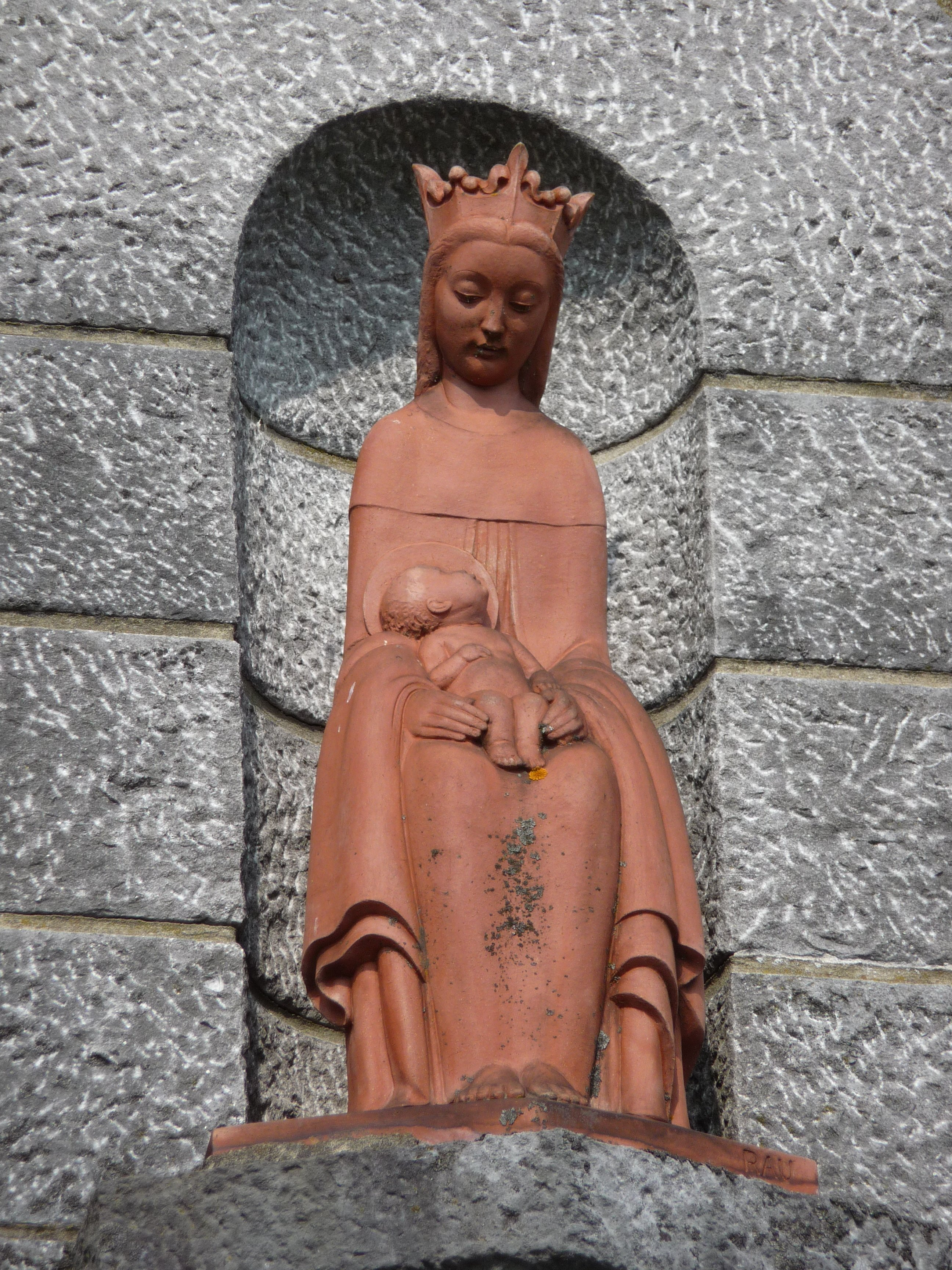
Madonna mit Kind im April 2009

Bereits kurz nach dem Unglück wurde die Schweizer Regierung von Privatpersonen und Tageszeitungen ersucht, das Grundstück im Bereich der Unfallstelle zu erwerben, um es anschliessend dem belgischen Königshaus zu übereignen. In einem Schreiben an die Schweizerische Gesandtschaft in Brüssel vom 29. Mai 1936 erachtet der Bundesrat es als „eine Pflicht der Pietät und Freundschaft […], dem belgischen Souverän die Todesstätte seiner Gemahlin für alle Zeiten eigentumsmässig zu überlassen“.
Die ersten Entwürfe zur Gestaltung der Gedenkstätte führten zunächst zu schwierigen Diskussionen zwischen der Schwyzer Regierung und dem Königshaus. Einerseits wollte der König das Gelände möglichst im Originalzustand belassen, auf der anderen Seite bedeuteten der zunehmende Verkehr und die zahlreichen Besucher ein ernst zu nehmendes Sicherheitsproblem. Schliesslich verständigten sich beide Seiten auf einen Kompromiss, nach dem das geplante Trottoir oberhalb des Birnbaums auf eine Breite von 1,05 Meter reduziert und der Baum selbst zum Schutz in ein Eisengitter eingefasst wurde. Ein Gedächtniskreuz aus schwedischem Granit mit der Inschrift « La croix du Roi » (deutsch: „Das Kreuz des Königs“) markiert jene Stelle, an der Königin Astrid ihren Verletzungen erlag. Zwischen Strasse und Ufer wurden an beiden Seiten Besuchertreppen errichtet.
Unterdessen sammelte die belgische Veteranenvereinigung aus dem Ersten Weltkrieg (Œuvre Nationale des Invalides de Guerre, ONIG) Spendengelder zur Errichtung einer Gedenkkapelle. Bis Ende 1935 kam ein Betrag von rund 50.000 Belgischen Franken zusammen. Der belgische Architekt Paul Rome wurde mit den Planungen für den Bau der Kapelle beauftragt. Im März 1936 erteilten die Schwyzer Behörden die endgültige Baubewilligung mit einigen Auflagen und vergaben den Auftrag an die Küssnachter Firma Gambaro.
Für den Bau kamen ausschliesslich belgische Materialien zum Einsatz, die von Frankreich und der Schweiz unentgeltlich transportiert wurden. Ausserdem stammten alle für die Ausstattung der Kapelle verantwortlichen Künstler aus Belgien. Neben dem Eingang wurde ein Relief aus Stein mit der Aufschrift « L’union fait la force » (deutsch: „Einheit macht stark“) angebracht. Eine weitere Gedenktafel schildert das Unglück in französischer, flämischer und deutscher Sprache. Über dem Eingang steht in einer Nische die rötliche Statue einer Madonna mit Kind. Im Innern der Kapelle befinden sich auf jeder Seite drei Glasmalereien, von denen jeweils das mittlere ein Bildnis der Königin zeigt – hinter dem Altar auch in Begleitung ihres Ehemanns. Über dem Altar sind sinnbildlich eine Königskrone, eine Rosenkrone und eine Dornenkrone aufgehängt. Die Glocke trägt die lateinische Inschrift “Plango Astridam, Belgarum Reginam quae hic perit 1935 aetate 29” (deutsch: „Ich beweine Astrid, die Königin der Belgier, die hier verschied im 29. Altersjahr“).
Am 28. Juni 1936 fand die offizielle Einweihungsfeier unter Aufbietung zahlreicher Gäste aus dem In- und Ausland statt. Nach der Begrüssungszeremonie auf dem festlich geschmückten Küssnachter Seeplatz zogen die einzelnen Gruppen zur neu gebauten Kapelle, während das Militärmusikkorps (Harmonie Royale des Invalides Belges) den Trauermarsch von Chopin spielte. Monsignore Colle, Geistlicher des belgischen Hofes, nahm in Gegenwart des Vertreters des Bischofs von Chur und des Pfarrers von Küssnacht die Kirchweihe vor. König Leopold, der an den Feierlichkeiten nicht teilnahm, liess einen Kranz niederlegen.

## Verlagerung der Kapelle

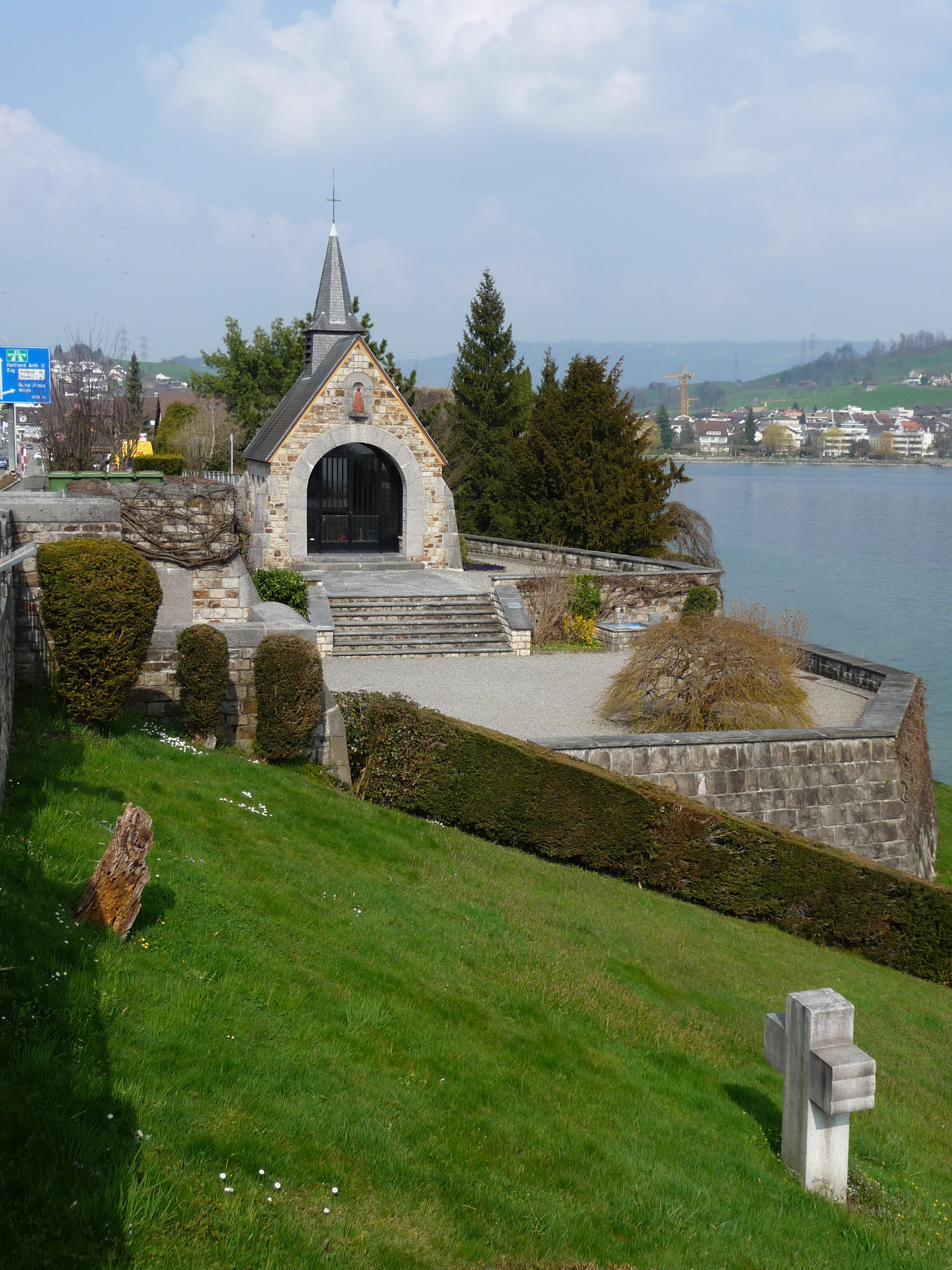
Astrid-Kapelle mit Gedenkkreuz und altem Baumstumpf im April 2009

In den Folgemonaten nahm der Verkehr um die Gedenkstätte kontinuierlich zu. Zeitweilig wurde die einst wichtige Durchgangsstrasse von Luzern in Richtung Gotthard durch parkende Autos nahezu blockiert. Als Gegenmassnahme forderte die königliche Hausverwaltung beim Eidgenössischen Politischen Department eine Geschwindigkeitsbeschränkung auf 20 km/h für alle Motorfahrzeuge. Nachdem diesem Anliegen durch den Schwyzer Regierungsrat im Januar 1937 entsprochen wurde, formierte sich Widerstand gegen den Beschluss. Erst die Auftragsvergabe für ein Projekt zum Bau eines Trottoirs führte im April 1939 zur Aufhebung des Tempolimits und machte die hängigen Beschwerden gegenstandslos.
Im Jahr 1952 wurde das Verkehrsproblem auf Anfrage des Bezirksrats Küssnacht von der Schwyzer Regierung erneut auf die Tagesordnung gesetzt. Mehrere Varianten zur Entschärfung der prekären Situation lagen vor. Die von den lokalen Behörden favorisierte Versetzung der Kapelle auf die andere Strassenseite wurde vom Belgischen Konsulat in Luzern unter Hinweis auf die besondere Bedeutung des Ortes abgelehnt. Eine Empfehlung des Eidgenössischen Oberbauinspektorats in Bern sah den Bau einer neuen Strasse für den Durchgangsverkehr unterhalb der Gedenkstätte vor, die als „Seeseitige Umfahrung“ in den allgemeinen Sprachgebrauch überging. Dieser Lösungsvorschlag führte wiederum zum Unmut einiger Bürger, die daraufhin ein Initiativkomitee gründeten und die Volksmeinung hinter ihrem Anliegen vereinen konnten.
Erst am 3. Juni 1957 brachte eine weitere Aussprache beim neuen belgischen Botschafter P.A. Forthomme den Durchbruch: In einem Schreiben teilte der Botschafter mit, dass die Donation Royale als Eigentümer keine grundsätzlichen Einwände mehr gegen eine Versetzung der Kapelle habe. Im Jahr 1959 beschloss der Regierungsrat, die Kapelle auf die andere Strassenseite ans Seeufer zu verlagern, die Luzernerstrasse auf neun Meter zu verbreitern, die Gedenkstätte mit der Ortschaft Küssnacht über ein Trottoir zu verbinden und Parkplätze, eine WC-Anlage sowie eine Fussgängerunterführung zu schaffen.
Die Versetzung der etwa 150 Tonnen schweren Kapelle war ein ambitioniertes Projekt, dem auch Architekt Paul Rome beiwohnte. Das Bauwerk wurde mit einem betonierten Balkenrost unterfangen, anschliessend um 150 Grad gedreht, um zweieinhalb Meter gesenkt und mehr als 30 Meter in Richtung Küssnacht verschoben. Am 1. April 1960 erfolgte die Überquerung der Strasse bis hin zum vorbereiteten neuen Fundament. Ende 1960 waren die Sanierungsarbeiten zum Grossteil abgeschlossen.

## Jüngere Geschichte

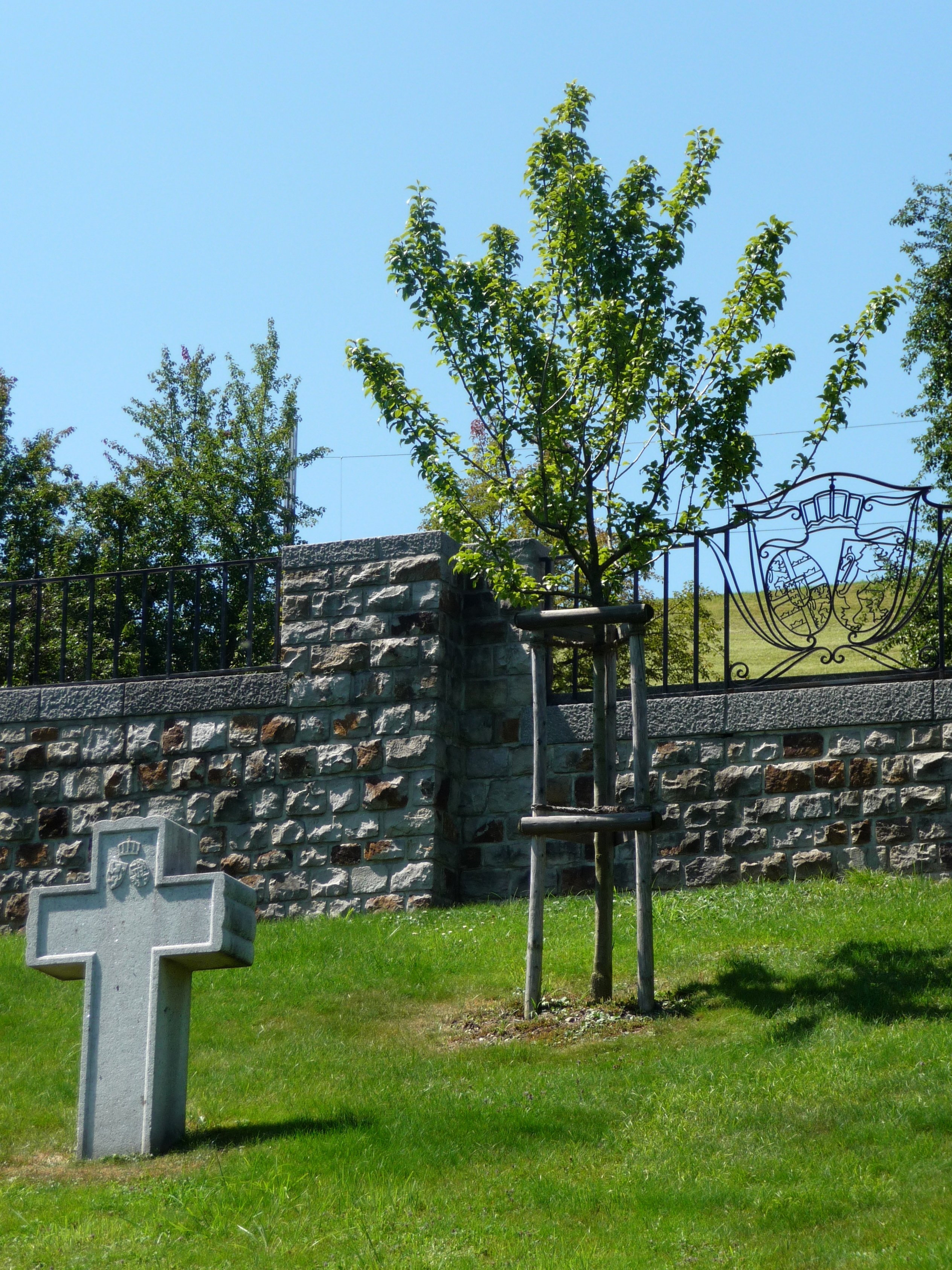
Gedenkkreuz und junger Birnbaum im August 2012

Anlässlich des 50. Todestages von Königin Astrid wurde das belgische Königshaus am 29. August 1985 zu einer Gedenkfeier eingeladen. König Baudouin, Königin Fabiola, Thronfolger Prinz Albert, seine Frau Paola und die Grossherzogin Joséphine Charlotte von Luxemburg trafen um 11:15 Uhr mit einer Militärmaschine auf dem Flugplatz Emmen ein. Zu den Ehrengästen gehörte ferner der 82-jährige ehemalige Chauffeur Pierre Devuyst. Die königliche Visite endete mit einem Empfang im Bankettsaal des Schloss-Hotels Swiss-Chalet in Merlischachen, der im Andenken an die verstorbene Königin den Namen Astrid-Hall erhielt. Seit dem Besuch organisiert der Küssnachter Bezirksrat alljährlich am Todestag eine öffentliche Gedenkfeier.
Am Abend des 21. August 1992 wurden bei einem von Hagelschlag begleiteten Wirbelsturm mehr als 2000 Obstbäume entwurzelt oder geknickt. Darunter befand sich der Birnbaum, gegen den das königliche Auto geprallt war. Im Heimatmuseum Küssnacht können die Überreste des Baumes besichtigt werden. An der Unfallstelle selbst verblieb ein kurzer Strunk.
Am 29. August 2010 besuchte König Albert II. die Gedenkstätte und nahm an einer Messe für seine vor 75 Jahren verstorbene Mutter teil. Vor dem Besuch wurde der alte Baumstumpf entfernt und ein junger Birnbaum gepflanzt.
Am 29. August 2015 hat König Philippe bei einem Privatbesuch in Küssnacht seiner toten Grossmutter Astrid gedacht. Der 55-jährige Monarch traf gegen 12 Uhr beim «Königin Astrid Memorial» in Küssnacht SZ ein. Mit dabei war auch sein 12-jähriger Sohn Prinz Gabriel. Es war für beide der erste Besuch an der Unfallstelle. Philippe ist seit dem 21. Juli 2013 König der Belgier. Er folgte als ältester Sohn seinem Vater Albert II, der damals im Alter von 79 Jahren abdankte.